# Agalenocosa luteonigra
Agalenocosa luteonigra là một loài nhện trong họ Lycosidae.
Loài này thuộc chi Agalenocosa. Agalenocosa luteonigra được Cândido Firmino de Mello-Leitão miêu tả năm 1945.